# Çandarlı, Dikili
Çandarlı là một thị trấn thuộc huyện Dikili, tỉnh İzmir, Thổ Nhĩ Kỳ. Dân số thời điểm năm 2010 là 4.809 người.